# Saadabad-Palastanlage

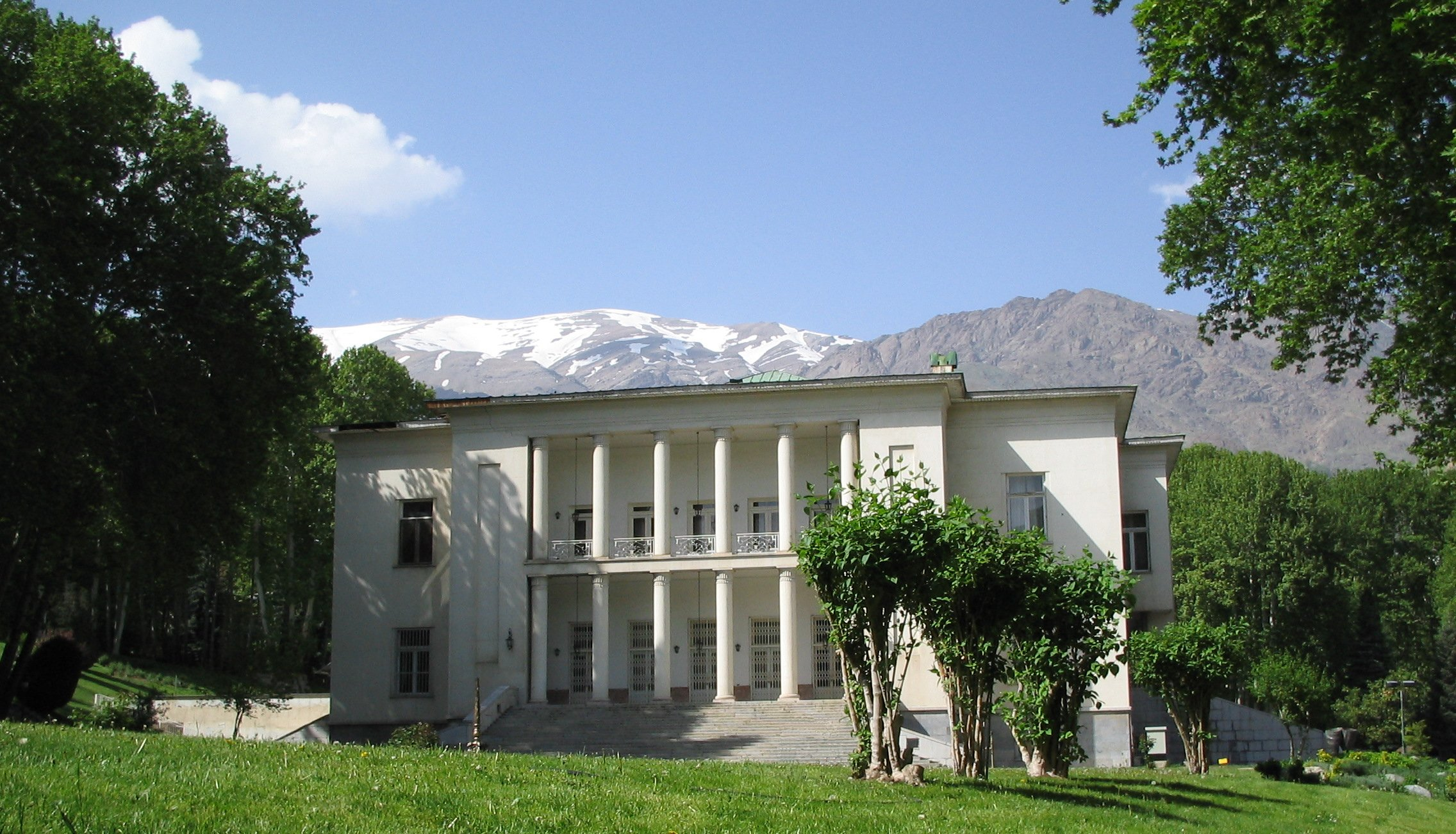
Der Weiße Palast; im Hintergrund die Alborz-Kette

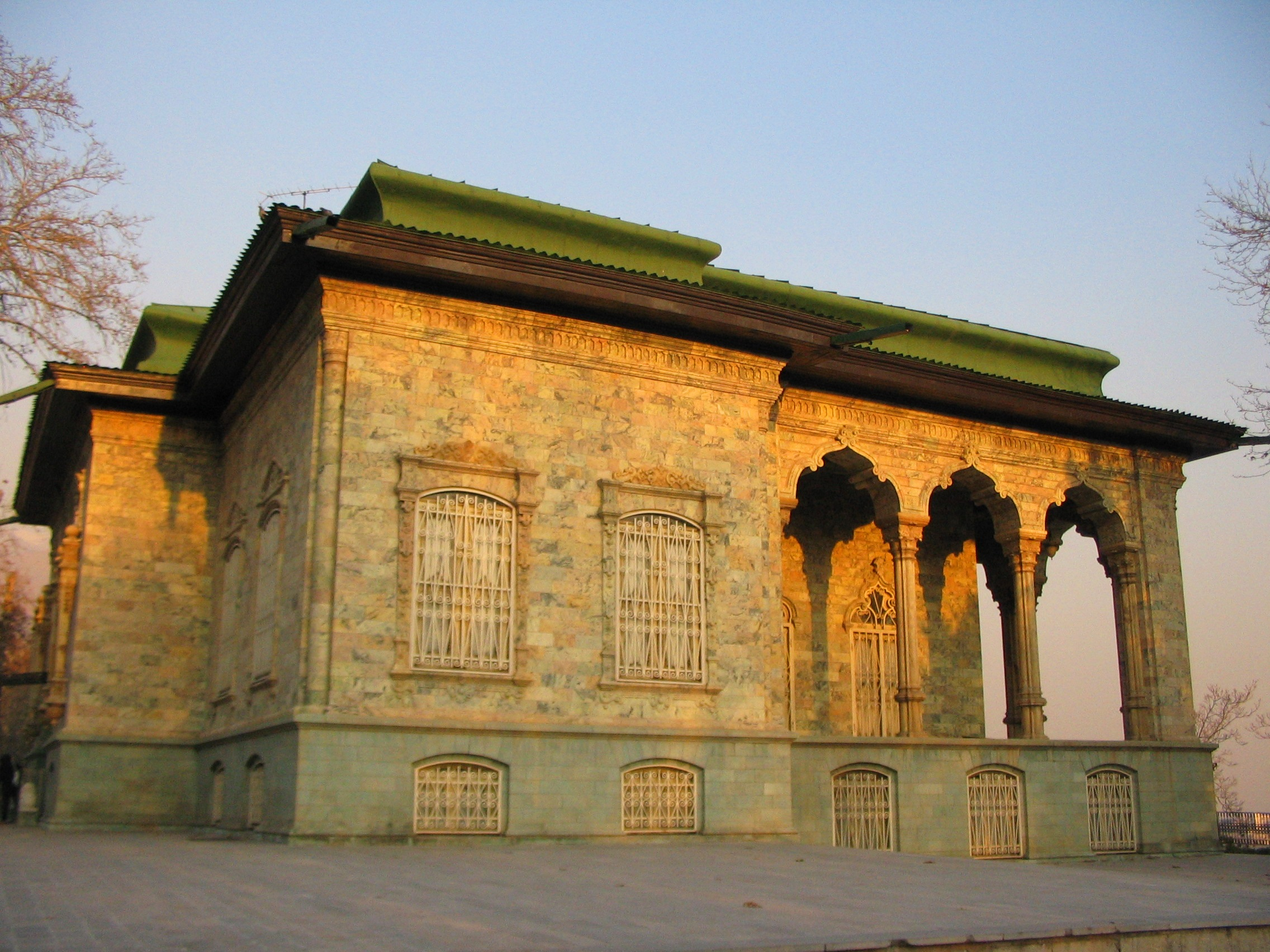
Seitenansicht des Grünen Palastes

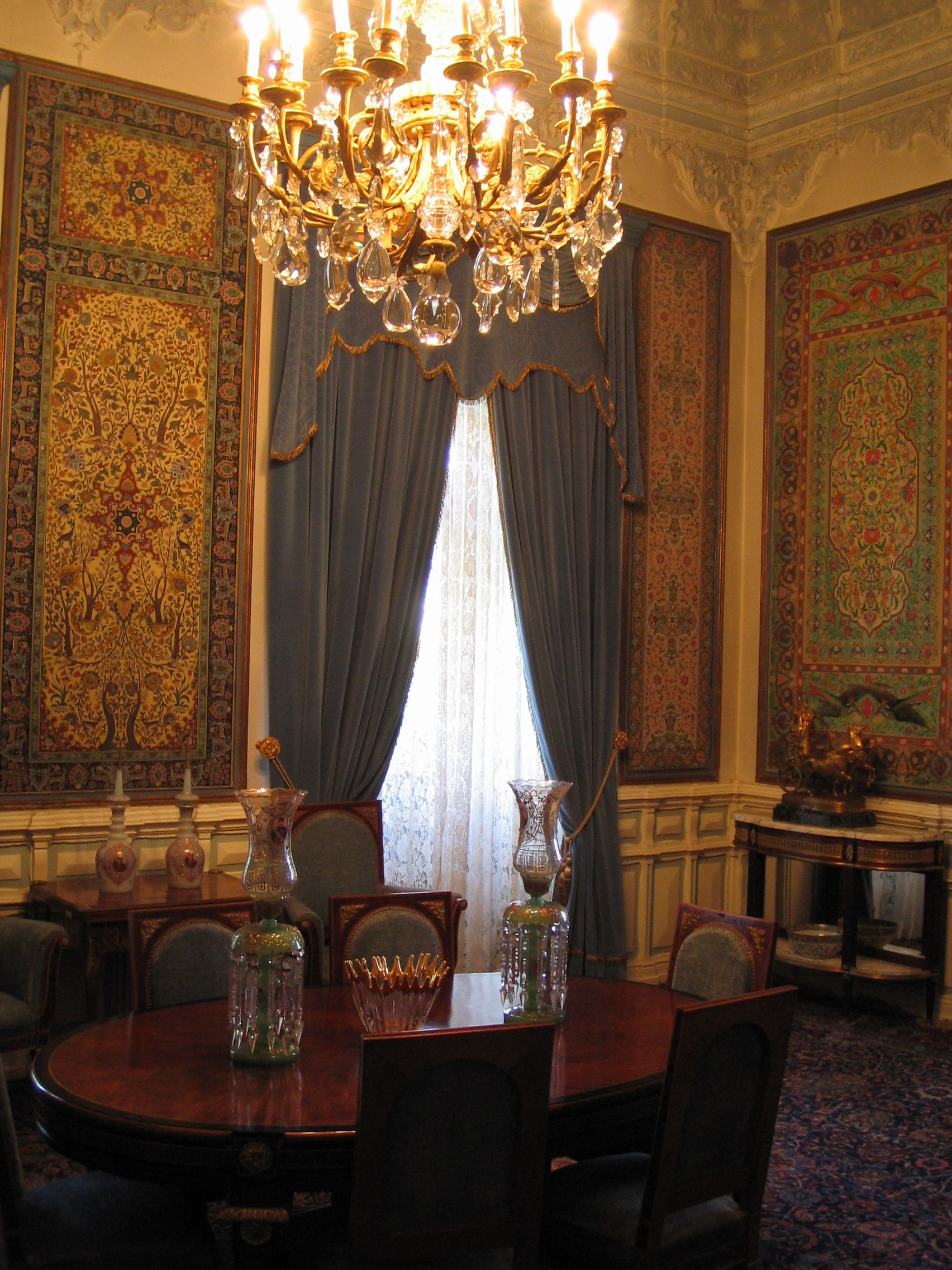
Innenansicht eines Palastraumes

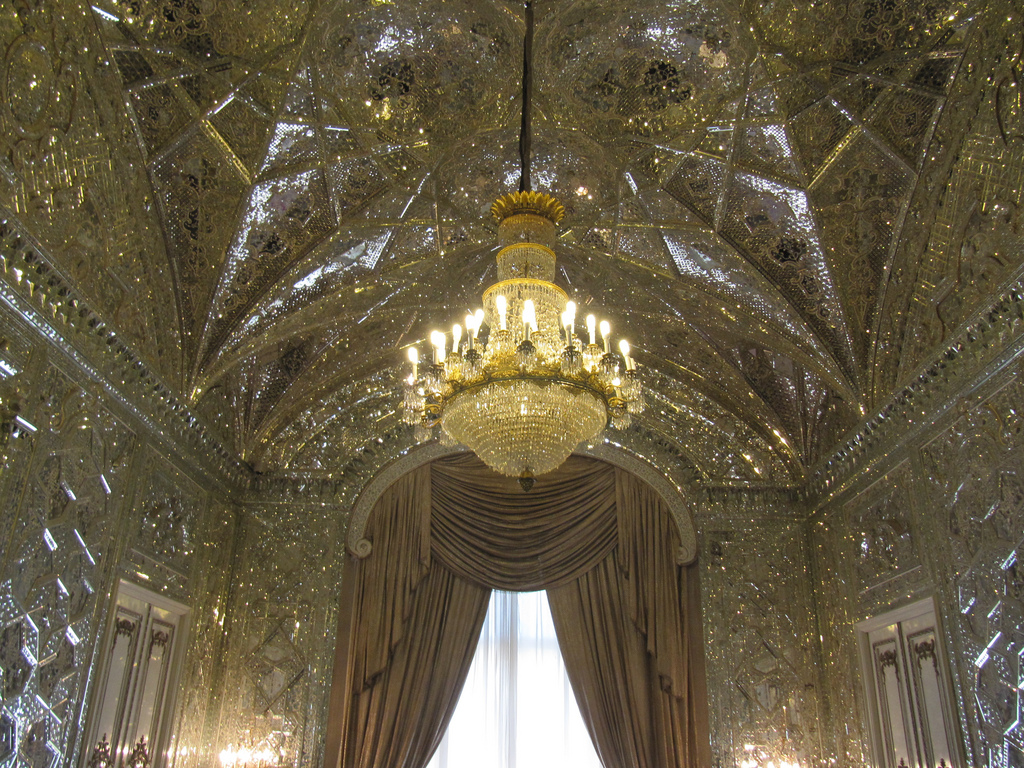
Berühmt ist die Saadabad-Palastanlage auch für ihre Spiegelkunst

Die Saadabad-Palastanlage, Sad Abad (Majmue-ye Kakh-e Saadabad, persisch کاخ سعدآباد, DMG Saʿdābād), ist ein Gelände von etwa 110 Hektar umfassender und achtzehn Paläste umfriedender Gebäudekomplex im nördlichen Stadtgebiet Teherans im Iran. Südlich schließt der Tadschrisch-Platz an. Knapp fünf Kilometer östlich (Luftlinie) liegt der Niavaran-Palastkomplex.

## Geschichte
Ursprünglich diente die Anlage den kadscharischen Königen als Sommerresidenz.
In den 1920er Jahren ließ Reza Schah Pahlavi die Anlage mehrfach erweitern und nutzte sie gleichermaßen für Amts- und Wohnzwecke. Diese Tradition setzte sein Sohn Mohammad Reza Pahlavi ab den 1970er Jahren fort. Im Zuge der islamisch-iranischen Revolution wurde die Saadabad-Palastanlage musealen Zwecken zugeführt.

## Weißer Palast
Der größte der Paläste ist der Weiße Palast. Er verfügt, verteilt auf 54 Räume, über eine Wohnfläche von 5000 m². Der im Jahr 1936 errichtete Bau wurde 1982 zum Volksmuseum (Muze-ye Mellat) umgewandelt. Die Fassade des Palastes ist modern und schlicht gehalten. Ein breiter Treppenaufgang führt in den ersten Stock des Gebäudes. Links vor der Fassade steht ein Paar übergroßer bronzener Reitstiefel, die Überbleibsel einer überlebensgroßen Statue Reza Shahs. Weißer Marmor aus Yazd kleidet den Boden aus. Im Festsaal liegt ein 145 m² großer, fein geknüpfter Maschhad-Teppich. Wandgemälde mit mythischen Szenen aus dem Schāhnāme-Königsbuch verzieren den Kuppelbereich des Festsaals. Lüster, mobiliare Antiquitäten und weitere Gemälde beeindrucken mit ihrer Pracht.
Viele Geschenke an die Königsfamilie, sie stammen aus allen Kontinenten, sind im Seitenflügel des Palastes (im Muze-ye Honar-e Melal) untergebracht.

## Grüner Palast
Der ältere, bereits 1928 errichtete Grüne Palast (Kakh-e Sabz) liegt im nördlichen Geländebereich. Sein Name wird auf die grüne Marmorauskleidung zurückgeführt. Mit einem schlichten Eingangsbereich korrespondiert eine großartige, orientalische, rückwärtige Terrasse. Ein facettenreicher Spiegelsaal ist geschmückt mit einem fein geknüpften – etwa 70 m² großen – Teppich. Die Wände sind prächtig stuckverziert. Der gut erhaltene Wohnbereich ist eher familiärer Natur.

## Reisemuseum
Das iranische Brüderpaar Omidvar als Widmungsempfänger dieses Museums, legen mit Fotos und Filmen Zeugnis über ihre 1954 gestartete zehnjährige Weltreise durch alle Kontinente ab. Aborigines, Māori, Pygmäen, Eskimos und die Paläo-Indianer und Indianer des Amazonasgebiets sind eingehend studierte und dokumentierte Motive.

## Weitere Museen
Das Museum der schönen Künste (Muze-ye Honarha-ye Ziba) zeigt Hofmalereien aus safawidischer und kadscharischer Zeit. Insgesamt wird ein künstlerisches Spektrum abgedeckt, das durch die Epochen vom 17. bis 20. Jahrhundert reicht. Weitere Museen beschäftigen sich mit den Themen der Miniaturmalerei und Kalligrafie. Kalligrafische Kostbarkeiten der elamischen Keilschrift und sassanidischen Pahlavi-Schrift sowie Schriften der islamischen Zeit (ab 661) sind ausgestellt. Im Museum des Kunsthandwerks sind feine Handarbeiten ausgestellt, Gegenstände des traditionellen täglichen Lebens hingegen im Volkskundlichen Museum. Das Militärmuseum mit Waffen aus achämenidischer Zeit bis in die Gegenwart sowie ein Wasserversorgungsmuseum runden die Themenwelt ab und ergänzen den Bildungsanspruch. Das Abkar-Museum im Leila Pahlavi-Palast zeigt Werke der Miniaturenmalerin Clara Abkar.

## Zugänge
Es gibt acht Zugänge zum Palastkomplex. Der Königsfamilie waren zwei davon vorbehalten. Das Nezamieh-Tor war der einstige Zutritt der Königsfamilie Reza Shahs. Das Darband-Straßen-Tor war der Familie Mohammad Reza Shahs zugeschrieben.

## Auflistung der Paläste
Das Anwesen umfasst 18 Paläste:
1. Ahmad-Schah-Kadschar-Palast
2. Shahvand-Palast (Grüner Palast)
3. Weißer Palast (Nationalmuseum)
4. Naturhistorischer Palast (zuletzt benutzt durch den geschiedenen Staatspräsidenten Mahmud Ahmadinedschad)
5. Schwarzer Palast (Kunstmuseum)
6. Shams-Palast (Geisteswissenschaftliches Museum)
7. Ashraf-Palast (benannt nach der Zwillingsschwester Reza Shahs, Kfz-Zulassungsstelle)
8. Gholam Reza-Palast
9. Königinnen-Mutter-Palast (Palast der Republik)
10. Ahmad Reza-Palast
11. Abdol Reza-Palast (Verwaltungsgebäude des Palastwesens)
12. Bahman Pahlavi-Palast (Sporthalle)
13. Shahram-Palast (Militärmuseum)
14. Farideh Diba-Palast
15. Valiahd Reza Pahlavi-Palast (Behzad-Museum)
16. Valiahd Reza Pahlavi Palast (Dafineh-Museum)
17. Farahnaz Pahlavi und Ali Reza Pahlavi II-Palast (Kalligrafie-Museum)
18. Leila Pahlavi-Palast (Akbar-Museum)